# Glimmspanprobe
Der Begriff Glimmspanprobe bezeichnet in der Chemie einen qualitativen Nachweis von Sauerstoff (O2).
Hält man einen Holzspan, dessen Flamme nach dem Entzünden unter Erhalt der Glut gelöscht wurde, glimmend in ein Gefäß mit dem zu überprüfenden Gas, so flammt der glimmende Holzspan bei Anwesenheit höherer Konzentrationen von Sauerstoff auf und brennt wieder.
Die Glimmspanprobe wird gerne für Vorführungen verwendet, da man auf einfache Art die Bildung von Sauerstoff in einer chemischen Reaktion nachweisen kann, sofern die Anwesenheit von Distickstoffmonoxid ausgeschlossen werden kann. Der Nachweis beruht darauf, dass beim glimmenden Span die Verbrennung durch den Stofftransport von Sauerstoff limitiert ist. Erhöht sich die Sauerstoffkonzentration, erhöht sich die Geschwindigkeit der exothermen Reaktion. Die dabei freigesetzte Reaktionsenthalpie führt dazu, dass der Holzspan wieder aufflammt und der Stofftransport von Sauerstoff durch die aufsteigenden warmen Gase unterstützt wird.
Zu beachten gilt außerdem, dass auch andere brandfördernden Stoffe wie Fluor und Chlor ein erneutes Aufflammen verursachen können.

## Eindeutigkeit
Auch Distickstoffmonoxid (N2O, „Lachgas“) zeigt eine ähnliche brandfördernde Wirkung wie O2, daher ist die Glimmspanprobe keine eindeutige Nachweismethode für Sauerstoff.

## Einzelnachweise

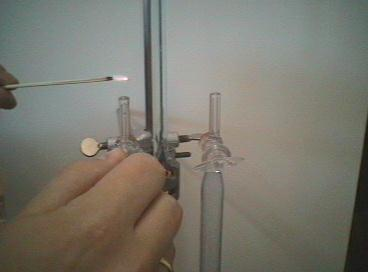
Glühender Holzspan (Glimmspan)
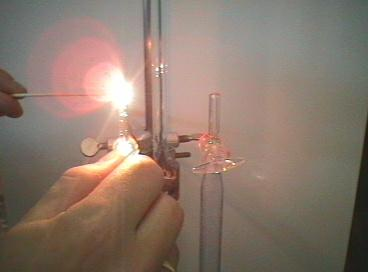
Elektrolytisch gewonnener Sauerstoff, der dem Sammelgefäß entweicht, entfacht eine Flamme am glühenden Holzspan
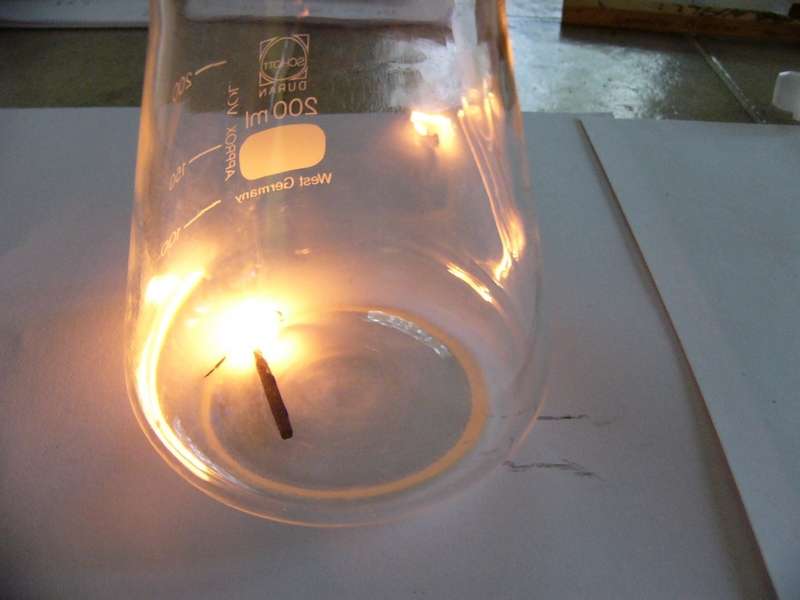
Glimmender Holzspan, der sich in reinem Sauerstoff grell entzündet